# Abu Bakr al-Warraq
Ne doit pas être confondu avec Abou Issa al-Warraq ou Ibn Warraq.
Abu Bakr Muhammad ibn Umar ibn Fazl Hakim Warraq Tirmidhi, plus connu sous le nom de Abu Bakr al-Warraq est un érudit, savant et mystique musulman du IXe siècle, originaire de Transoxiane. Il serait décédé aux alentours de l'an 854 ou 893 selon les sources. Il est établi qu’Abū Bakr al-Warrāq al-Tirmidhī occupait une place importante dans l’histoire de la pensée islamique. Il fut une figure majeure ayant directement influencé l’environnement islamique de la Transoxiane, notamment dans le domaine du soufisme et des sciences islamiques (fiqh, kalâm, tafsir). Il fut le premier, en Transoxiane, à étudier les concepts de « sagesse » (ḥikma) et de « jugement » (ḥukm), ainsi que les principes de succession (khilāfa).
Ses œuvres ont été diffusées et valorisées à travers le monde islamique, notamment son ouvrage Al-ʿOlim wal-mutaʿallim (Le Maître et le disciple). Al-Warraq était en effet très porté sur les théories de l'éducation. Bien que connu principalement pour son soufisme, il a également écrit des tafsir . Pour autant, il était principalement connu comme étant un cheikh soufi, qui a profondément influencé la méthode et la structuration du soufisme en Transoxiane. Il fut le professeur de plusieurs érudits de Transoxiane, notamment Al-Hakim al-Samarqandi.

## Biographie
Son clan est originaire de Termez et Al-Warraq grandit à Ayaz, un village situé non loin de Balkh. Son surnom, Al-Warraq renvoie au fait qu'il possédait des livres et des manuscrits rares (le terme warraq dérive du mot arabe varaq, qui signifie notamment le fait de s'occuper de livres anciens). Il a en effet lu la Torah et la Bible, qui étaient des ouvrages rares à cette époque et dans cette région. Al-Warraq parlait donc grec et hébreu.

### Famille
Son gendre, Ubaydullah, fut gourveneur d'une ville en Irak, ce qui suppose qu'al-Warraq était marié et avait des enfants. Al-Waraq serait d'ailleurs, selon certaines sources, l'oncle d'Al-Tirmidhî.

### Jeunesse et éducation
Al-Warraq a étudié auprès d'Ahmad ibn Khizruya, un soufi réputé de Balkh, d'Al-Hakim al-Tirmidhi, d'Abu Imran Musa ibn Hizam at-Tirmidhi, d'Abu Bakr Hamdan ibn Sahl Balkhi, de  Muhammad ibn Umar ibn Khushnam Balkhi et de  Zahid Muhammad ibn Sa’d ibn Ibrahim. Il devint par la suite lui même enseignant.

### Al-Warraq en tant qu'enseignant
Si Al-Wararq était réputé pour son grand mysticisme, il était partisan d'une éducation islamique complète couvrant à la fois le fiqh, le kalam et l'ascèse. Il considérait que ces trois éléments devaient nécessairement être enseignés ensembles. Sa façon d'enseigner et ses théories éducatives, axées sur les facultés humaines avec une importance particulière accordée à l'ascétisme, ont profondément influencé la pratique et l'enseignement du soufisme en Transoxiane. Certains des ouvrages qu'il a écrit et qui sont aujourd'hui perdus étaient des manuels destinés aux soufis novices.

#### Etudiants notables
Parmi les érudits qui ont étudiés auprès d'Al-Warraq, on compte notamment Al-Hakim al-Samarqandi. Ce dernier disait d'ailleurs d'Al-Warraq que « S'il y avait eu un Prophète après Muhammad, que la paix soit sur lui, en notre temps, une telle personne serait le grand érudit et cheikh Abu Bakr Warraq en raison de son savoir, de sa sagesse, de sa compassion pour les gens, de sa justice et de son intégrité ». Si nombre de ses étudiants étaient soufis, il a également enseignés à de nombreux juristes.

## Œuvre
Ses deux seuls ouvrages qui ont été retrouvés en intégralité sont Fazaili Balkh et  Al-ʿOlim wal-mutaʿallim (Le Maître et le disciple). La première copie moderne de ce livre fut publiée en 1939 au Caire par Muhammad Zahid Kawsari et éditée par la maison d'édition Maktaba al-anwar al-muhammadiyya. Al-Warraq a pourtant écrit plus d'une dizaine d'ouvrages.
Karomiddin Jomahmatov, un chercheur au Centre International de Recherche Imam Tirmidhi, s'appuyant sur des informations fournies par des bibliothécaires et des érudits iraniens, a également fait état de deux traités d'Al-Warraq intitulés Al-Ma’rifa (La Connaissance) et Risolai Abu Bakr Warraq ila bazi ikhwanihi (Une lettre d'Abu Bakr Warraq à certains de ses frères).

### Liste non exhaustive d'ouvrages retrouvés ou non attribués à Al-Warraq
1. Kitab al-ikhlas : Le Livre de la Sincérité.
2. Kitab al-huruf : Le Livre des Lettres.
3. Al-Atq wal fakok : Le Livre du Libre Arbitre et de la Liberté.
4. Kitab ad-Darojat : Le Livre des Degrés.
5. Kitab al-Ahd : Le Livre de l’Alliance.
6. Kitab al-Safa : Le Livre de Safa (ou Le Livre de la Pureté).
7. Kitab al-ujb : Le Livre de l’Orgueil (ou de l’Étonnement de soi-même).
8. “Kitab khidmat al-batin” : Le Livre du Service Intérieur (ou Le Service par le Monde Intérieur).
9. Al-Alim wa muta’allim : Le Maître et le Disciple[1].

## Pensée
Abū Bakr al-Warraq était considéré comme un savant ayant une carrière dans des domaines tels que, la science du Coran et du Hadith, Le soufisme basé sur ces deux sources importantes, le corps et la psyché humains, les fondements de l’ordre social et l'éthique. Il était d'ailleurs plus un mystique qu'un soufi à proprement parler, même s'il a durablement influencé le soufisme en Transoxiane. Ansari dit d'ailleurs de lui « Il est un érudit qui est devenu hakim [sage] et non un soufi, le soufisme est quelque chose d'autre ».

### Théologie
Ses ouvrages concernant l'éthique sont considérés comme perdus mais certains éléments de sa vie renseignent sur sa façon de penser le rapport des hommes à Dieu. Il considère qu'il est absurde pour le croyant de rendre des comptes à Dieu, considérant que de toute manière l'âme du croyant appartient à Dieu (il se base sur le verset 111 de la sourate 9 qui affirme que Dieu a acheté l'âme et les biens des croyants), mais que l'obligation d'agir d'une bonne manière découle du verset 92 de la sourate 3 (« Vous n'atteindriez la (vraie) piété que si vous faites largesses de ce que vous chérissez. Tout ce dont vous faites largesses, Dieu le sait certainement bien. »), qui incite à agir par amour et par déférence envers Dieu. Un de ses disciples, Abu Bakr Sogdi dit d'ailleurs à propos d'Al Warraq: « Abū Bakr Warrāq était un homme noble ; il agissait avec Dieu par révérence et non pour une récompense [future] ». Al-Warraq accordait une attention particulière aux notions de gratitude et de pureté. Il définit ainsi la gratitude : « La gratitude consiste à reconnaître le Bienfaiteur et à attribuer toute grâce à Allah » et la pureté comme « la soumission totale au décret divin ».
Al-Warrāq mettait l'accent sur la dimension spirituelle et morale du Coran. Par exemple, il interprétait la gratitude (shukr) comme une reconnaissance profonde du Bienfaiteur (Allah) et une attribution de toutes les grâces à Dieu. Ses interprétations reflètent une vision mystique, insistant sur la purification du cœur et la soumission totale à la volonté divine. Concernant les tafsirs qu'il a produit, s'ils ne sont pas consensuels, ont cependant influencés certaines références majeures telles qu'Al-Qurtubi.

### Théorie de la corruption
En matière de politique et de société, Al-Warraq développe la théorie des trois formes de corruption (au sens de façon d'être qui pervertissent une société). Il désigne d'abord trois catégories d'individus dans une cité, les dirigeants, les savants et les citoyens. Selon lui la corruption du dirigeant réside dans l’oppression, la corruption du savant réside dans la cupidité et la corruption du citoyen réside dans l’hypocrisie.
Il dresse ensuite les conséquences de chaque corruption, en affirmant que si les savants sont corrompus, l’obéissance et les prières se corrompent, si les citoyens sont corrompus, les manières et les mœurs se corrompent, si les moyens de subsistance sont corrompus, tout se corrompt.
Il établit ensuite la structuration sociétale qui préserve la société de  la corruption, en affirmant que si les rois ne se détournent pas des savants, ils ne tomberont pas dans la corruption, les savants ne tomberont pas dans la corruption si leur objectif principal n’est pas de se rapprocher des rois, et les citoyens ne tomberont pas dans la corruption si leur objectif principal n’est pas d’obtenir une position.
Al-Warraq établit ensuite les causes de la corruption, en affirmant que la corruption des rois vient de l’ignorance, l’échec des savants vient d’une compréhension profonde de la religion sans la mettre en pratique et la corruption des citoyens vient du manque de confiance en Allah.
Il est possible de résumer cette théorie par l'affirmation suivante: Un dirigeant sans connaissance, un savant sans piété, et un pauvre sans crainte (de Dieu) sont tous proches d’être tentés par le diable. La corruption de toute une société dépend de ces trois catégories de corruption.

## Mort
Il est mort à Siyohjur et son corps fut enterré en 907 à Termez.